# Comuna Maksîmivka, Karlivka
Maksîmivka (în ucraineană Максимівка) este o comună în raionul Karlivka, regiunea Poltava, Ucraina, formată din satele Davîdivka, Korolenkivka, Maksîmivka (reședința), Pavlivșciîna, Tarasivka și Volodîmîrivka.

## Demografie
Componența lingvistică a comunei Maksîmivka
     Ucraineană (96,97%)
     Rusă (2,29%)
     Alte limbi (0,06%)
Conform recensământului din 2001, majoritatea populației comunei Maksîmivka era vorbitoare de ucraineană (96,97%), existând în minoritate și vorbitori de rusă (2,29%).